# Pontonia californiensis
Pontonia californiensis är en kräftdjursart som beskrevs av M. J. Rathbun 1902. Pontonia californiensis ingår i släktet Pontonia och familjen Palaemonidae. Inga underarter finns listade i Catalogue of Life.